# Добровољни фонд Уједињених нација за жртве трговине људима
Добровољни фонд Уједињених нација за жртве трговине људима је установа Уједињених нација која пружа хуманитарну, правну и финансијску помоћ жртвама трговине људима са циљем повећања броја спасених и подржаних, као и проширења обима помоћи коју ће примити. Покренуо га је 4. новембра 2010. године генерални секретар УН Бан Кимун. 
Фонд је основан у складу са резолуцијом А/РЕС/64/293, члан 38 Генералне скупштине од 12. августа 2010. – Глобални план акције Уједињених нација за борбу против трговине људима. Фонд се дистрибуира путем позива за подношење предлога пројеката који испуњавају циљеве фонда.
Да би се обезбедила ефикасна, транспарентна и одговорна администрација Фонда и да би се подржало једнообразно и консолидовано извештавање, Канцеларија Уједињених нација за дроге и криминал (UNODC) је одређена као менаџер фонда за Фонд. Од свог оснивања 2010. године, UNODC је доделио преко 6 милиона долара за више од 145 пројеката невладиних организација у преко 60 земаља.
Фонд подржава акције специјализованих невладиних организација широм света које обезбеђују да се жене,деца и мушкарци који су експлоатисани идентификују, лече хумано као жртве злочина те да им пруже неопходну помоћ, заштиту и подршку за њихов физички, психолошки и социјални опоравак и реинтеграцију назад у своје заједнице. Нагласак је стављен на обезбеђивање приступа правди, правном савету и помоћи. Фонд даље настоји да спречи трговину људима и да смањи рањивост жртава које су дискриминисане.